# Eriopyga xera
Eriopyga xera är en fjärilsart som beskrevs av Dyar 1914. Eriopyga xera ingår i släktet Eriopyga och familjen nattflyn. Inga underarter finns listade i Catalogue of Life.